# Gare de Saint-Fons
Gare de Saint-Fons vasútállomás Franciaországban, Saint-Fons településen.

## Vasútvonalak
Az állomást az alábbi vasútvonalak érintik:
- Párizs–Marseille-vasútvonal

## Kapcsolódó állomások
A vasútállomáshoz az alábbi állomások vannak a legközelebb:
- Gare de Lyon-Jean Macé
- Gare de Feyzin